# Lingue tunguse
Le lingue tunguse o manciù-tunguse sono parlate nell'Asia settentrionale.

## Distribuzione geografica
Le lingue tunguse sono parlate nella Siberia orientale e in Manciuria. Molte lingue di questo gruppo sono in pericolo di estinzione.

## Classificazioni
I linguisti hanno proposto diverse classificazioni per questo gruppo di lingue, in base alle caratteristiche morfologiche, lessicali e fonologiche. Una classificazione prevede la divisione del gruppo in due tronconi, quello settentrionale e quello meridionale, con il meridionale ulteriormente suddiviso nei rami sudorientale e sudoccidentale.
Lingue manciù-tunguse:
- Tunguso settentrionale
  - Evenki (codice ISO 639-3 evn) (una volta chiamato tunguso), parlato dagli Evenchi nella Siberia centrale e nella Cina nordorientale
  - Even o lamut (eve) parlata nella Siberia orientale
    - Oroqen (orh)
    - Negidal (neg)
    - Solon
    - Manegir
- Tunguso meridionale
  - Tunguso sudorientale
    - Nanai (gld), chiamata anche Gold, Goldi, Hezhen
    - Akani[3][4]
    - Birar[3][4]
    - Kile
    - Samagir[3][4]
    - Orok (oaa)
    - Ulch (ulc)
    - Oroch (oac)
    - Udege

  - Tunguso sudoccidentale (o gruppo jurchen-manciù)
    - Mancese di Manciuria (mnc), la lingua dei Manciù che fondarono la dinastia Qing della Cina.
    - Xibe o sibe (sjo), parlata nella provincia cinese del Xinjiang dai discendenti dei soldati Manciù anticamente messi a presidiare la provincia.
    - Jurchen (juc), lingua estinta della dinastia Jīn.

Lo jurchen-manciù (jurchen e manciù sono semplicemente stadi diversi di una stessa lingua; infatti l'etnonimo "Manciù" non apparve fino al 1636 quando l'imperatore Hong Taiji decretò che il termine avrebbe rimpiazzato "Jurchen") è l'unica lingua tungusa che abbia una forma letteraria risalente almeno alla metà del XII secolo e perciò è molto importante per la ricostruzione del proto-tunguso. Il più antico testo giunto a noi in jurchen è l'iscrizione Da Jin deshengtuo songbei (stele in onore della vittoria dei Jin), che risale al periodo dading (1161-1189).
Ethnologue.com propone un altro schema di classificazione, riconoscendo solo undici lingue appartenenti alla Famiglia linguistica (tra parentesi tonda il num. di lingue di ogni gruppo o sottogruppo o lo stato dove viene parlata), [tra parentesi quadre il codice internazionale]:
- Lingue Tunguse (11)
  - Tunguso settentrionale (4)
    - Even (3)
      - Even [eve] (Parlata in Russia)
      - Evenki (2)
        - Evenki [evn] (Cina)
        - Oroqen [orh] (Cina)

    - Negidal (1)
      - Negidal [neg] (Russia)

  - Tunguso meridionale (7)
    - Sudest (5)
      - Nanaj (3)
        - Nanai [gld] (Russia)
        - Orok [oaa] (Russia)
        - Ulch [ulc]  (Russia)

      - Udihe (2)
        - Oroch [oac] (Russia)
        - Lingua Udihe [ude] (Russia)

    - Sudovest (2)
      - Mancese [mnc] (China)
      - Xibe [sjo] (China)